# Benjamin Kelm

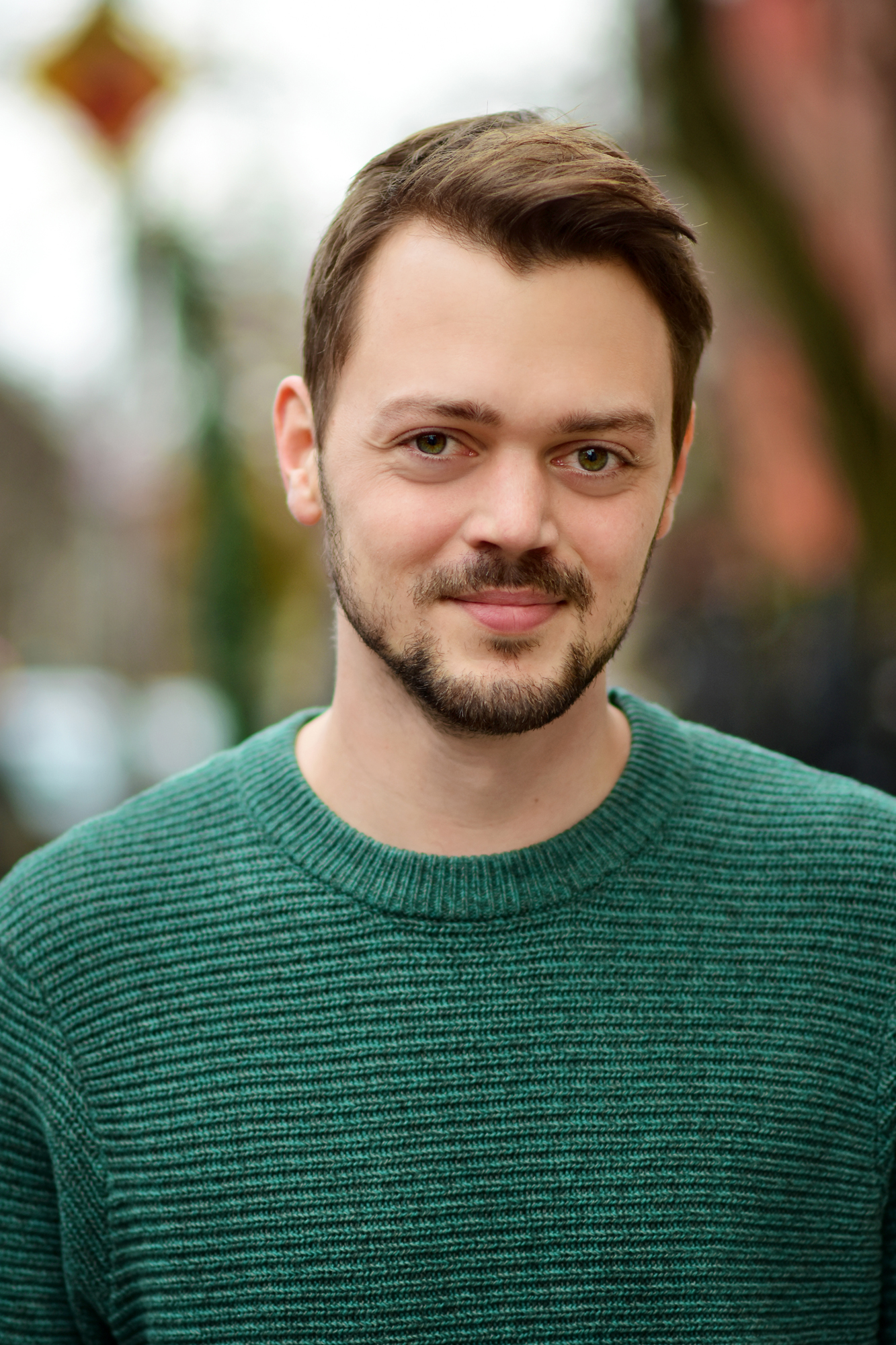
Benjamin Kelm

Benjamin Kelm (* 1987) ist ein deutscher Schauspieler und Autor aus Saarbrücken.

## Leben
Benjamin Kelm wuchs in Saarbrücken auf und begann mit der Schauspielerei in der Jugendabteilung des Saarländischen Staatstheaters Saarbrücken. Danach spielte er für zwei Spielzeiten am Schauspielhaus Köln. Eine Schauspielausbildung absolvierte er zunächst in Saarbrücken (Acting & Arts) dann in London (The Actor’s Temple).
Von 2018 bis 2020 studierte er am „New York Conservatory for Dramatic Arts“ mit einem Stipendium und machte im Mai 2020 seinen Abschluss.
Sowohl in London als auch in New York basierte sein Schauspieltraining auf der Meisner-Technik von Sanford Meisner.
Benjamin Kelm lebt in der Nähe von Trier.

## Schauspieler
Neben einigen Kurzfilmprojekten war Benjamin Kelm einige Jahre Schauspieler der Kinderserie „Wissen macht Ah!“ auf KiKA und ARD. Von 2018 bis 2020 war er in der saarländischen Serie „Unter Tannen“ als durchgängige Rolle Björn zu sehen und übernahm 2019 eine Episodenrolle im Tatort „Der Pakt“. Im Musikvideo zu „Was wäre wenn“ von Maria Voskania spielt er ihren Freund.
Aktuell stand er für den Kinofilm „Immenhof – Das große Versprechen“ vor der Kamera, der am 26. Mai 2022 in die Kinos kam. Außerdem übernahm er im Sommer 2021 die Hauptrolle im Spielfilm „Mein Freund Beuys“ und schrieb außerdem das Drehbuch. Der Film soll Anfang 2023 veröffentlicht werden.
Auch drehte er den internationalen Kurzfilm „Tin Cans“, der zeitgleich in England und Deutschland gedreht wurde. Das Drehen an zwei Orten entsprach dem Inhalt der Geschichte von „Tin Cans“. Auch der Film spielt während des Lockdowns und der Kontakt der Charaktere besteht ausschließlich online.
Neben seiner Tätigkeit als Schauspieler in Film und Fernsehen steht er u. a. regelmäßig in Trier als Mitglied des Improvisationstheaters „sponTat“ auf der Bühne.
Momentan arbeitet er an seinem Solostück „Weit weg von zu Hause der Liebe so nah.“, das im Herbst 2022 Premiere feiern und auf Tour gehen soll.

## Autor
Sein erstes Buch „Nichts ist alltäglich – Kurzgeschichten aus Saarbrücken“ erschien 2016, er erhielt dafür den saarländischen Autorenpreis in der Kategorie „Belletristik“. Sein zweites Buch „Ich lese was, was du nicht liest.“ wurde im Januar 2020 veröffentlicht.
Neben dem Drehbuch zu „Mein Freund Beuys“ verfasste er auch eine Erzählung über seine Zeit in New York, die im Mai 2022 mit dem Titel „Weit weg von zu Hause der Liebe so nah.“ erschien.

## Auszeichnungen
Im Sommer 2017 nahm Benjamin Kelm an den „World Championships of Performing Arts“ in Los Angeles teil und vertrat dabei Deutschland im Bereich Schauspiel. In allen sechs Kategorien wurde er mit Silber ausgezeichnet (der höchsten Bewertung der Jury), ebenso erhielt er den Industry-Award. In Los Angeles erhielt er zusätzlich ein Stipendium für das „New York Conservatory for Dramatic Arts“.

## Filmografie (Auswahl)
- 2023: Tin Cans
- 2023: Mein Freund Beuys (Post-Produktion)
- 2022: Immenhof – Das große Versprechen
- 2021–22: PrHACKtikum (Serie)
- 2021: Verbindung gesucht
- 2020: Unter Tannen – Der Film
- 2019: Tatort – Der Pakt
- 2018–20: Unter Tannen (Serie)
- 2016: Gleichgewicht
- 2015: Was wäre wenn – Maria Voskania (Musikvideo)
- 2015: Eingewandert (Kurzfilm)
- 2012–14: Wissen macht Ah!

## Theater (Auswahl)
- 2022: „Die ganzen Wahrheiten“ / Acting & Arts Saarbrücken
- 2021: „Undine, die kleine Meerjungfrau“ / Lottoforum Trier (Sommerheckmeck)
- 2019; „Die Verstörung“ / Acting & Arts Saarbrücken
- 2017–18: „Push Up 1-3“ / Acting & Arts Saarbrücken
- 2015: „Von einem, der auszog, das Fürchten zu lernen“ (Mitmachmärchen)
- 2014–16: „Theatersportgruppe Maestro“ / Theater Trier
- 2013: „Cabaret – Musical“ / Zeltpalast Merzig
- 2011: „Wenn du einen Kater hast, sieht jede Stadt wie Köln aus“ / Schauspiel Köln
- 2010: „über wunden“ / Staatstheater Saarbrücken
- 2009: „Frühlings Erwachen“ / Staatstheater Saarbrücken

## Werke
- 2022: Weit weg von zu Hause der Liebe so nah.
- 2020: Ich lese was, was du nicht liest.
- 2016: Nichts ist alltäglich – Kurzgeschichten aus Saarbrücken

## Auszeichnungen
- 2017: Sechs Silbermedaillen (höchste Auszeichnung) sowie einen „Industry Award“ bei der „World Championships of Performing Arts“ in Los Angeles
- 2016: Saarländischer Autorenpreis in Belletristik (HomBuch-Preis)